# 大分元町石仏

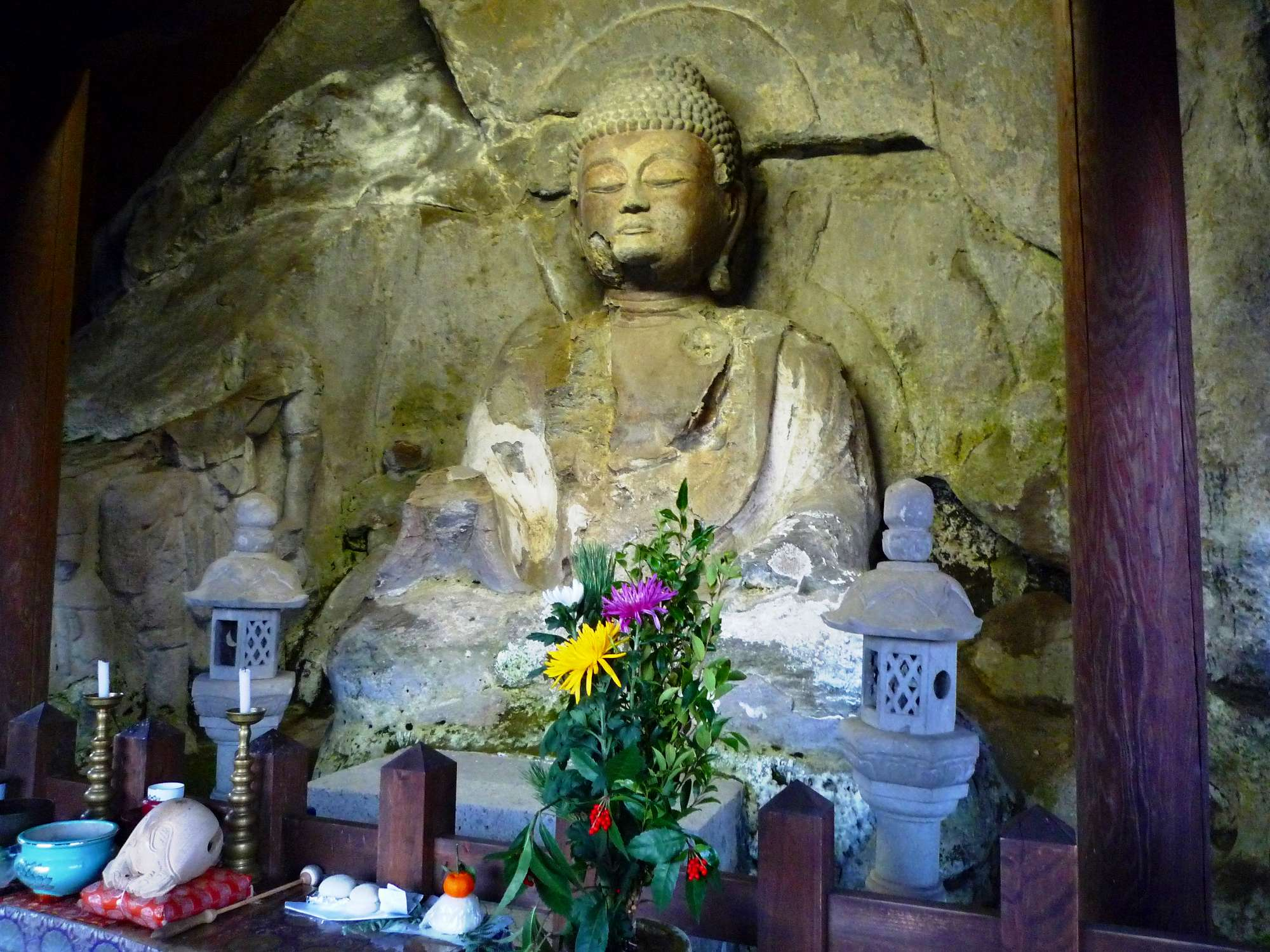
大分元町石仏／薬師如来（中央）

大分元町石仏（おおいたもとまちせきぶつ）は、大分県大分市元町にある平安時代後期（11世紀中頃）の磨崖仏である。国の史跡（1924年1月22日指定）に指定されている。
大分市街地にほど近い上野丘台地の中腹にあり、石仏群は凝灰岩に刻まれている。中心は、高さ約5.15メートルの薬師如来像で、岩薬師（元町薬師）と呼ばれる。その左手には矜羯羅童子、制多迦童子を従える不動明王が、右手には毘沙門天が配されている。